# Aleksandras Stulginskis
Aleksandras Stulginkis (Kutaliai, districte municipal de Šilalė, prop de Tauragė, Lituània, Imperi Rus, 26 de febrer de 1885 - Kaunas, 22 de setembre de 1969) va ser un polític lituà que va arribar a ser el segon President de Lituània, i va ocupar aquest càrrec entre el 19 de juny de 1920 i el 7 de juny de 1926. Va ser a més president provisional per unes hores durant el Cop d'estat de 1926 a Lituània.